# Establo Nakamura (2024)

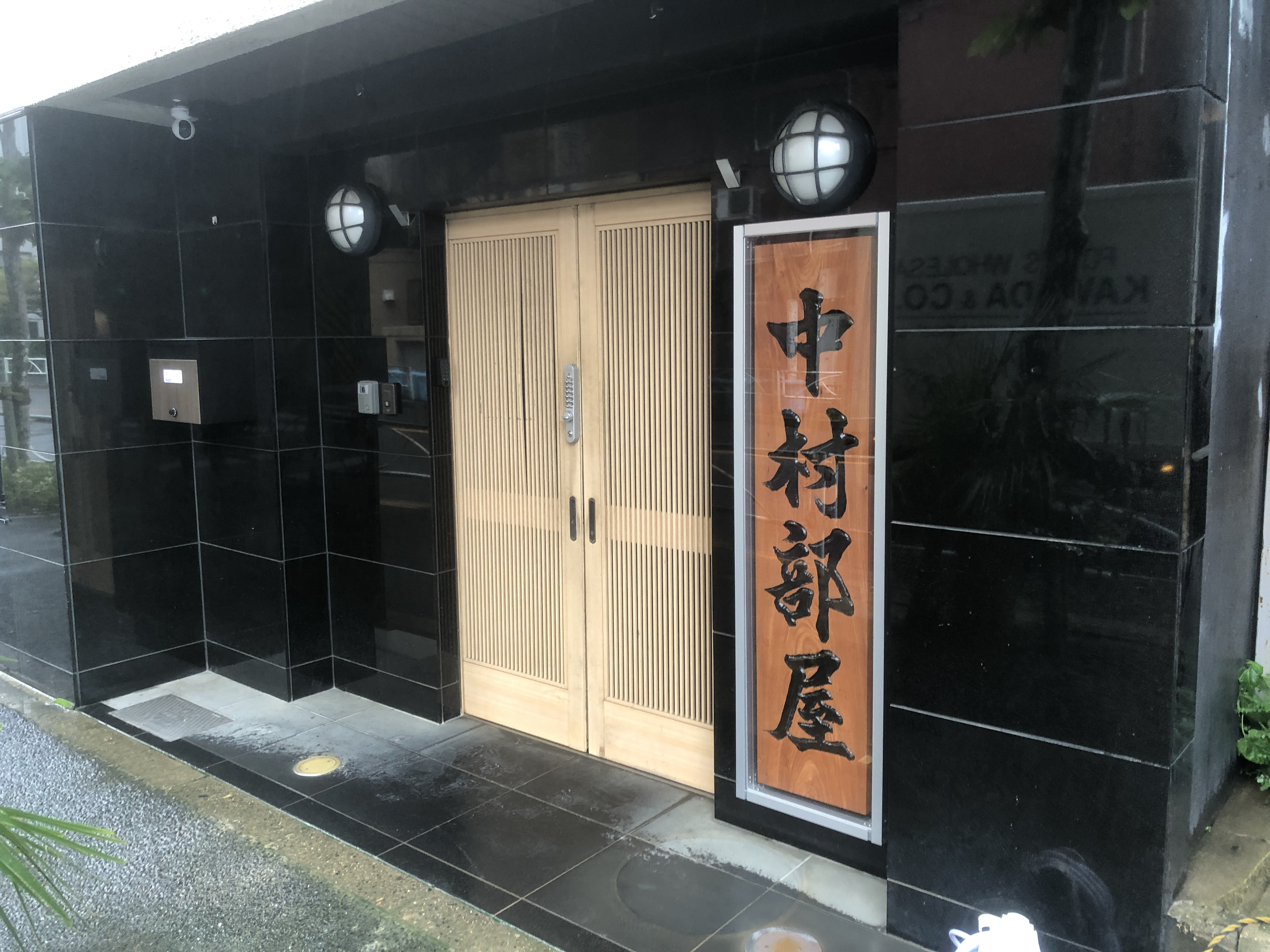
Entrada principal del Establo Nakamura (2024)

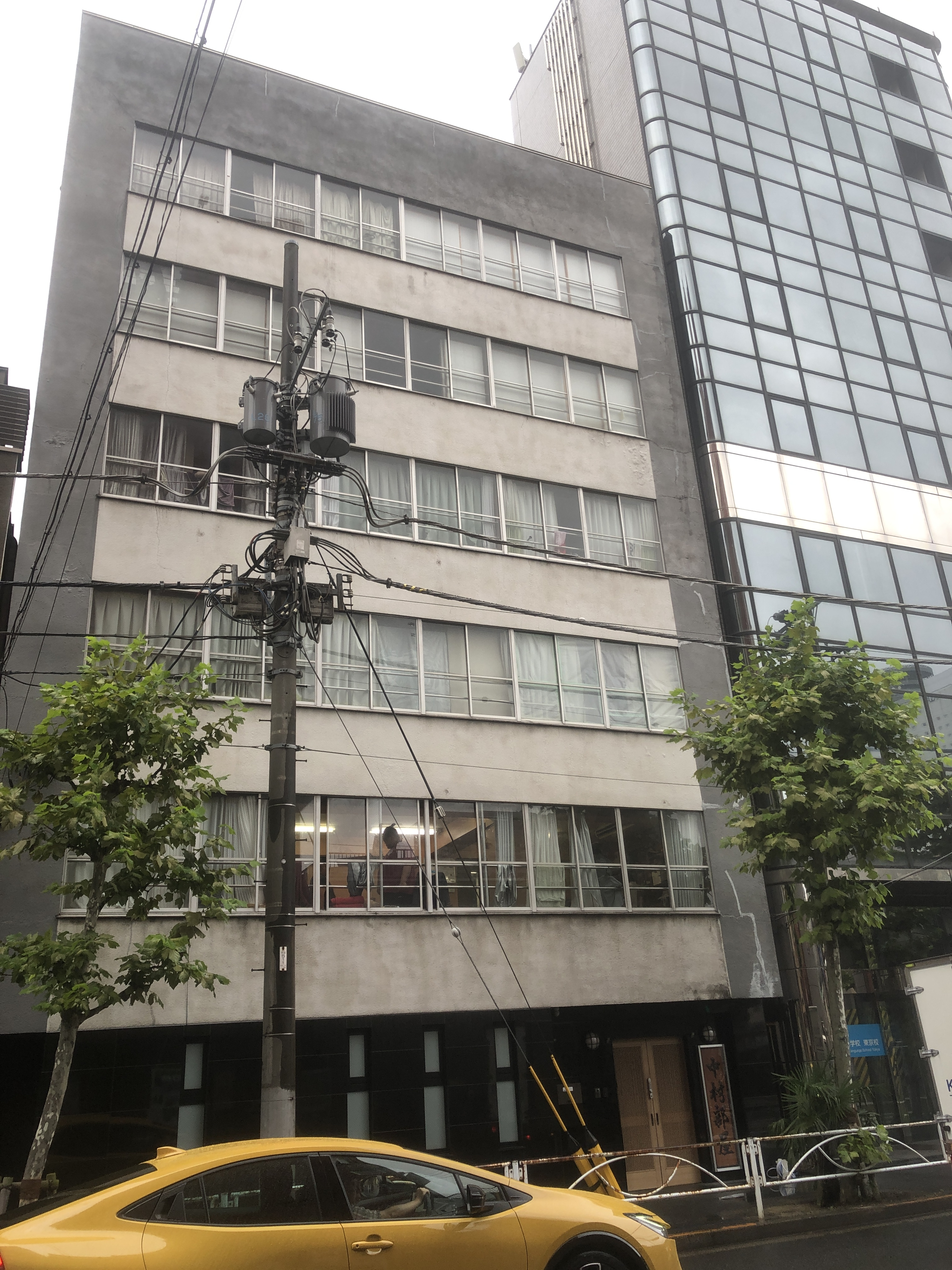
Fachada exterior del Establo Nakamura (2024)

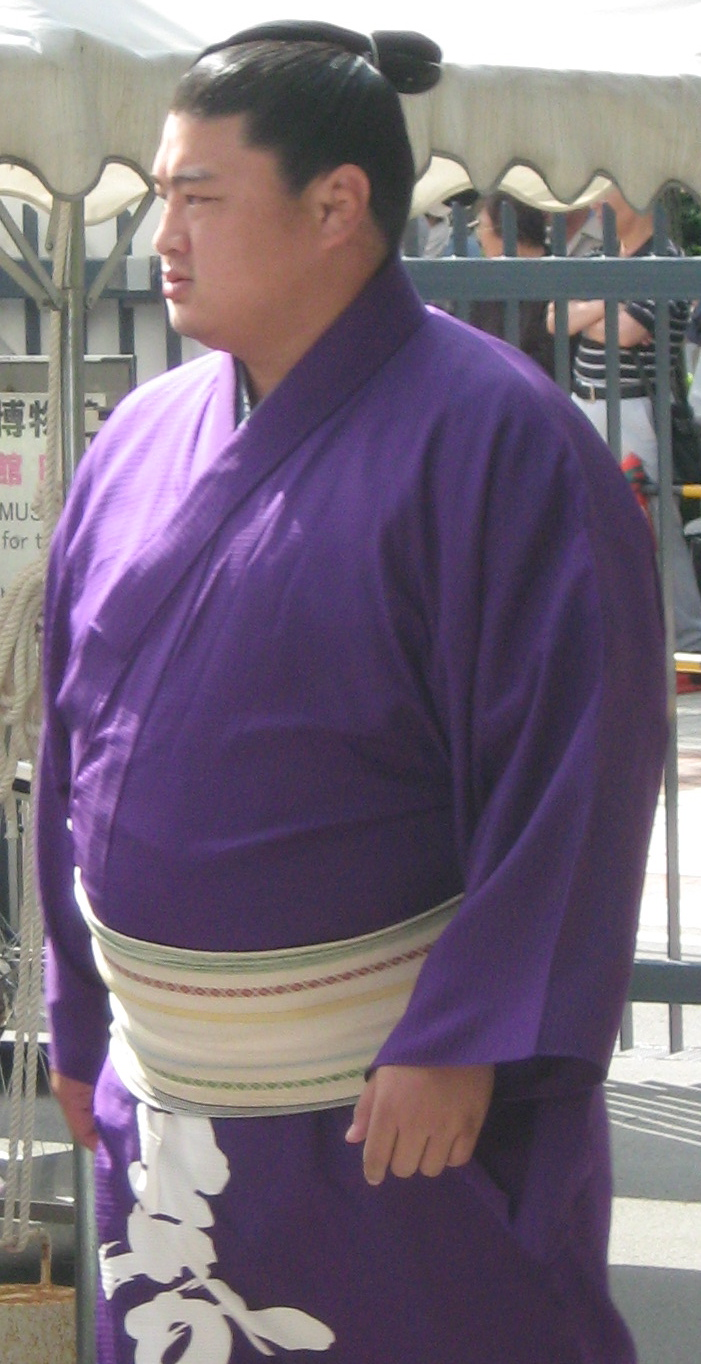
El ex sekiwake Yoshikaze. Maestro y fundador del Establo Nakamura (2024)

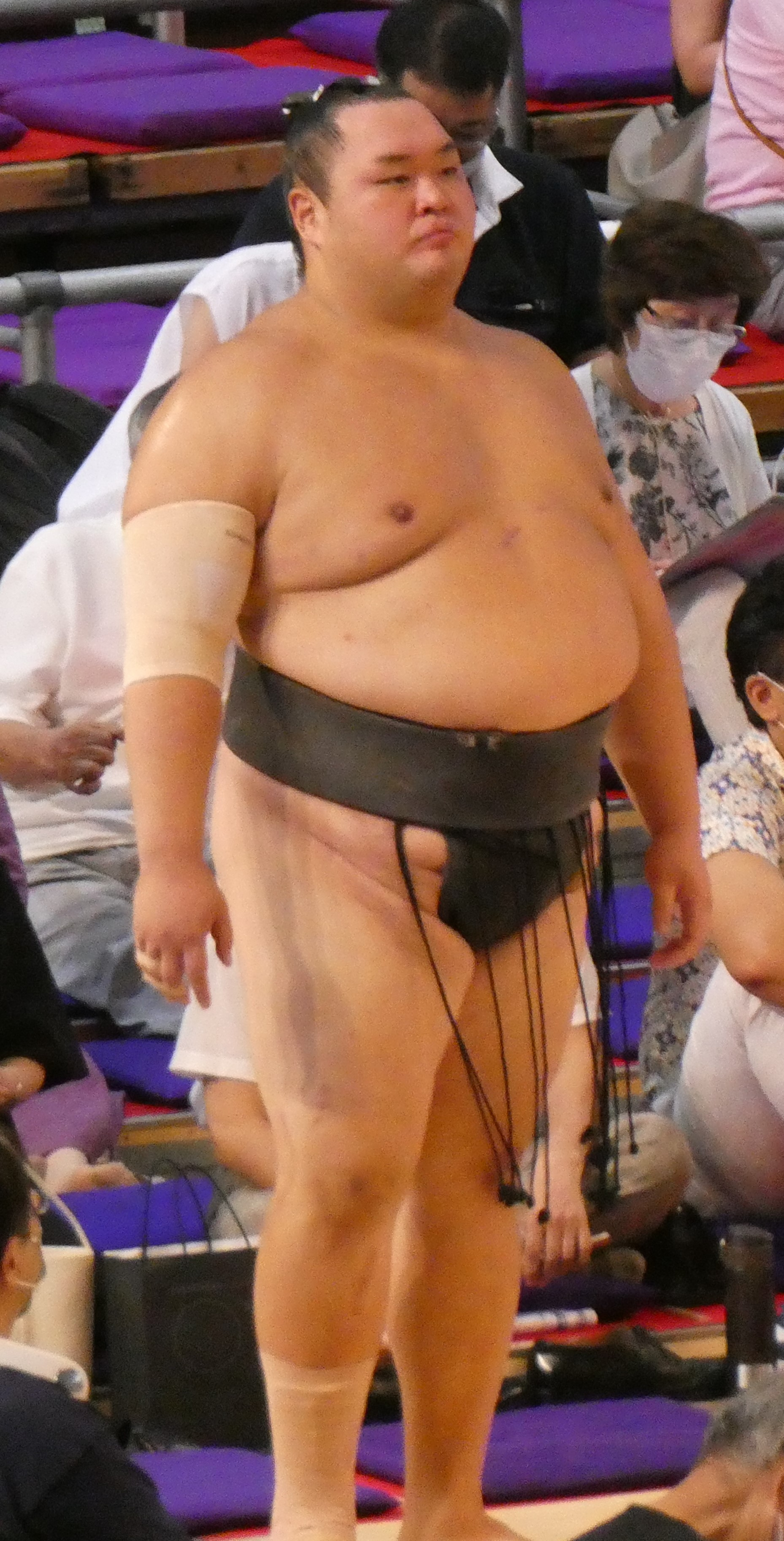
Tomokaze fue uno de los primeros luchadores en incorporarse al Establo Nakamura (2024)

El Establo Nakamura (中村部屋, Nakamura-beya) es un establo de entrenamiento de sumo profesional. El recinto forma parte del ichimon Nishonoseki. Fue inaugurado en junio de 2024 por el ex sekiwake Yoshikaze tras haberse independizado del establo Nishonoseki.

## Historia
El establo es propiedad del ex sekiwake Yoshikaze, el cual compitió en el circuito profesional de sumo como miembro del establo Oguruma durante 15 años, desde 2004 a 2019. Tras su retiro, este adquirió el nombre de maestro/anciano Nakamura y trabajó como entrenador dentro del establo Oguruma hasta 2022. Cuando Oguruma fue cerrado debido al retiro obligatorio de su maestro a los 65 años, Nakamura y otros luchadores y personal fueron transferidos al establo Nishonoseki.
Tras el torneo de mayo de 2024, la Asociación Japonesa de Sumo aprobó la solicitud de Nakamura para independizarse del establo Nishonoseki y fundar el suyo propio. El nuevo establo Nakamura fue inaugurado el mes siguiente con 8 luchadores, y actualmente ocupa las instalaciones del difunto establo Michinoku, el cual había cerrado sus puertas a principios de año. El suceso marcó el resurgimiento del establo después de que el anterior establo Nakamura, liderado por el ex sekiwake Fujizakura, cerró en 2013. Entre los luchadores transferidos al establo Nakamura tras su inauguración se incluyen a Tomokaze, el cual acompañó a Yoshikaze del establo Oguruma al establo Nishonoseki, y al luchador del jūryō Kayō. Durante el torneo de julio de 2024, Tomokaze ganó en su tercer día en la división jūryō, representando la primera victoria del establo para un luchador asalariado (sekitori). El 1 de septiembre de 2024 se llevó a cabo una ceremonia formal para marcar la inauguración del establo.
Después de la inauguración en junio de 2024, Sports Hochi reportó que el establo Nakamura decidió desviarse de la tradición con los horarios de entrenamiento y los métodos. Mientras que la gran mayoría de los establos de sumo empiezan su entrenamiento temprano en la mañana para luego servir la comida y almorzar, los luchadores del establo Nakamura empiezan el día con un desayuno, y comúnmente consumen tres comidas al día, mientras que la sesión de entrenamiento es dividida en dos partes. Además, la semana típica del establo consiste en un máximo de tres días de entrenamiento de sumo y dos días de entrenamiento de fuerza, esta última siendo realizada en una habitación equipada con un gimnasio dentro del establo. El maestro también instaló una cámara de oxigeno para ayudar a minimizar la fatiga, considerado como algo raro para un establo de sumo. Las instalaciones del establo y las sesiones de entrenamiento fueron mostradas en el canal de YouTube oficial en inglés de la Asociación Japonesa de Sumo, SUMO Prime Time, en agosto de 2024.
En mayo de 2025, Kayō fue promovido a la división makuuchi, convirtiéndose en el primer luchador del establo Nakamura en ser elevado a la división más alta del sumo profesional.

## Dueños
- 2024–presente: Nakamura Masatsugu (iin, ex sekiwake Yoshikaze)

## Luchadores activos destacados
- Tomokaze (mejor rango: maegashira)[4]
- Kayō (mejor rango: maegashira)
- Miyanokaze[ja] (mejor rango: jūryō)

## Yobidashi
- Rokurō (jūryō yobidashi, de nombre real: Kenzō Araki)

## Tokoyama
- Tokokasumi (tokoyama)

## Ubicación y acceso
1-18-7 Ryōgoku, barrio especial de Sumida, Tokio. En las instalaciones del difunto Establo Michinoku